# Argos Panoptes
Argos Panoptes (em grego:   Ἄργος Πανόπτης, "Argos Omnividente [que tudo vê]"), na mitologia grega, era um gigante cujo corpo era coberto por olhos ou que tinha cem olhos, foi gerado pela deusa Hera (Juno) para vigiar Io que havia sido transformada em uma novilha por seu marido, o deus Zeus (Júpiter). Enquanto dormia, metade dos olhos se fechava e descansava enquanto a outra metade vigiava. Para acalmar o gigante, Hermes tocou uma melodia tão linda em sua lira que todos os olhos do gigante se fecharam. Uma vez em que Argos Panoptes estava dormindo, Hermes cortou sua cabeça para impedi-lo de reviver e informar Hera (Juno) sobre o que ocorreu; isso permitiu que Zeus (Júpiter) tivesse seu encontro. Hera (Juno), para homenagear a morte de seu guardião favorito, colocou os olhos de Argos Panoptes na cauda de seu pássaro favorito, o pavão.

## Galeria

### Argus, Io e Hermes

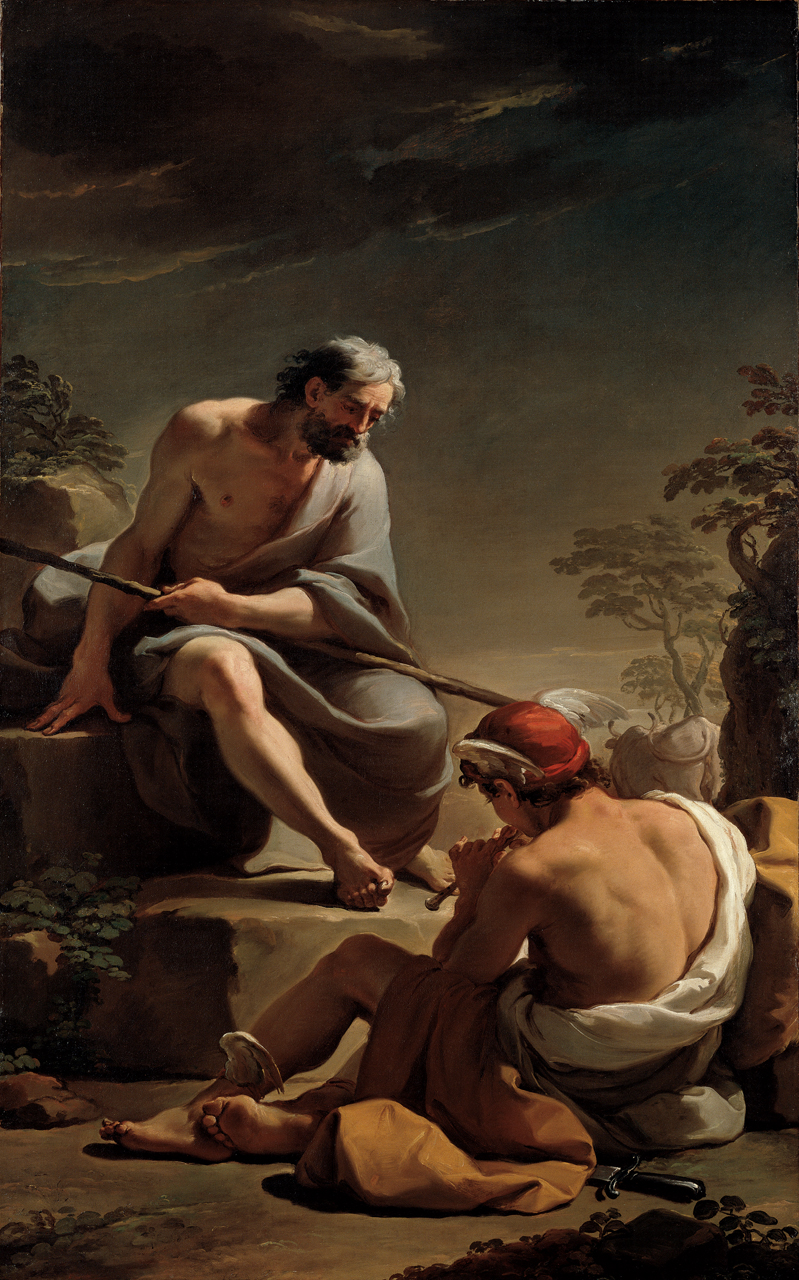
Mercúrio embalando Argos para que durma ed Ubaldo Gandolfi (circa 1770–1775)
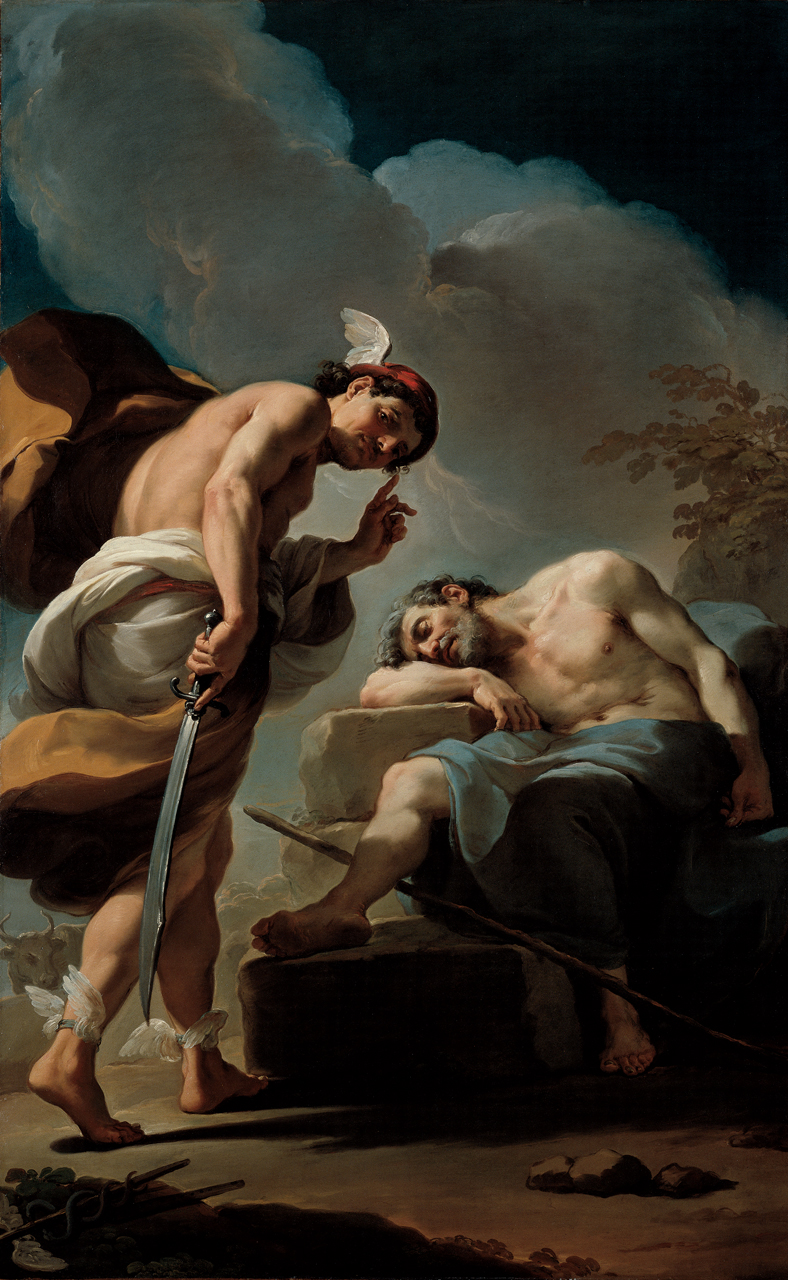
Mercúrio prestes a decapitar Argos de Ubaldo Gandolfi  (circa 1770–1775)
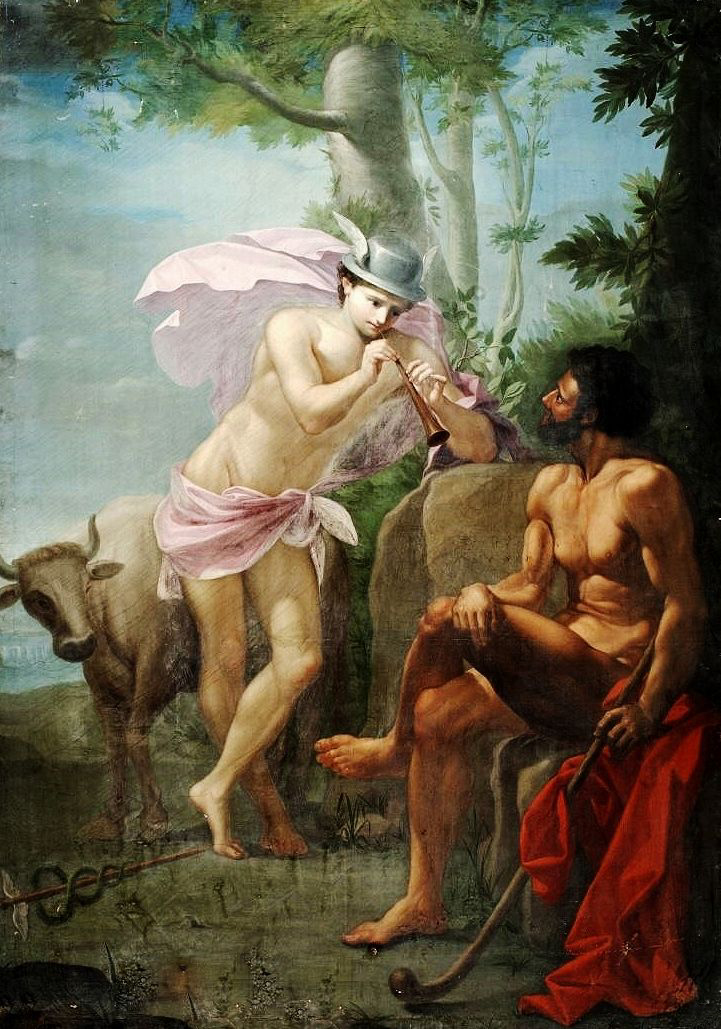
Mercúrio e Argos Alejandro de la Cruz (1773)
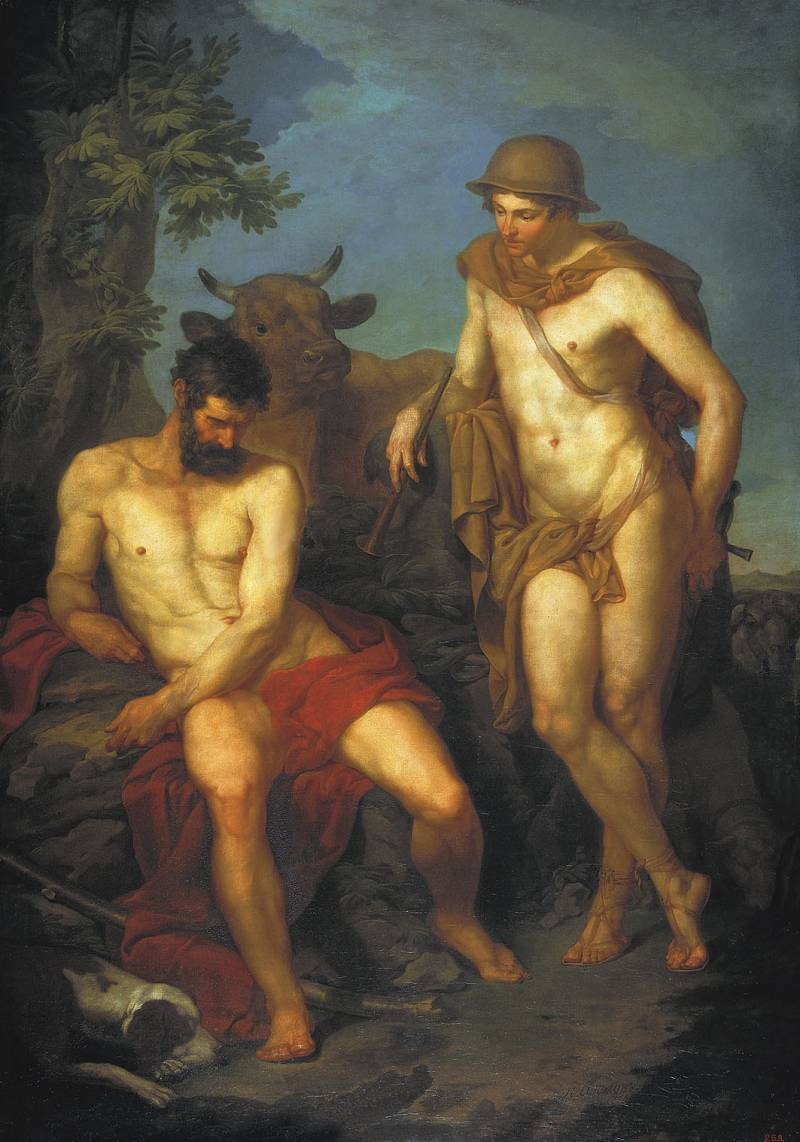
Mercúrio e Argos de  Petr Ivanov (1776)
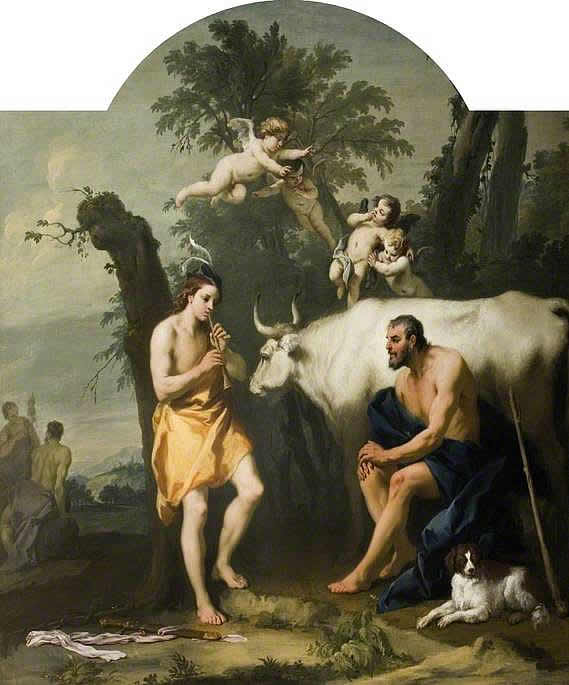
Argus guardando Io que se transformou em uma novilha branca Jacopo Amigoni  (18th century)
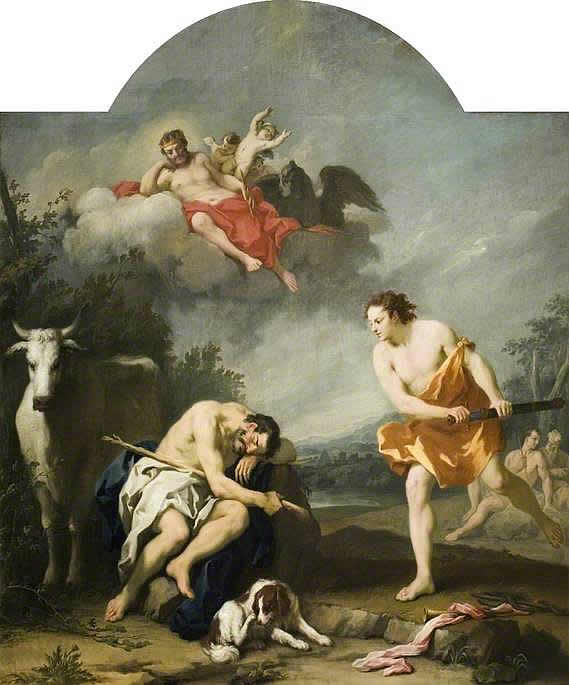
Mercúrio prestes a matar Argus depois de ter sido embalado para dormir de Jacopo Amigoni (18th-century)
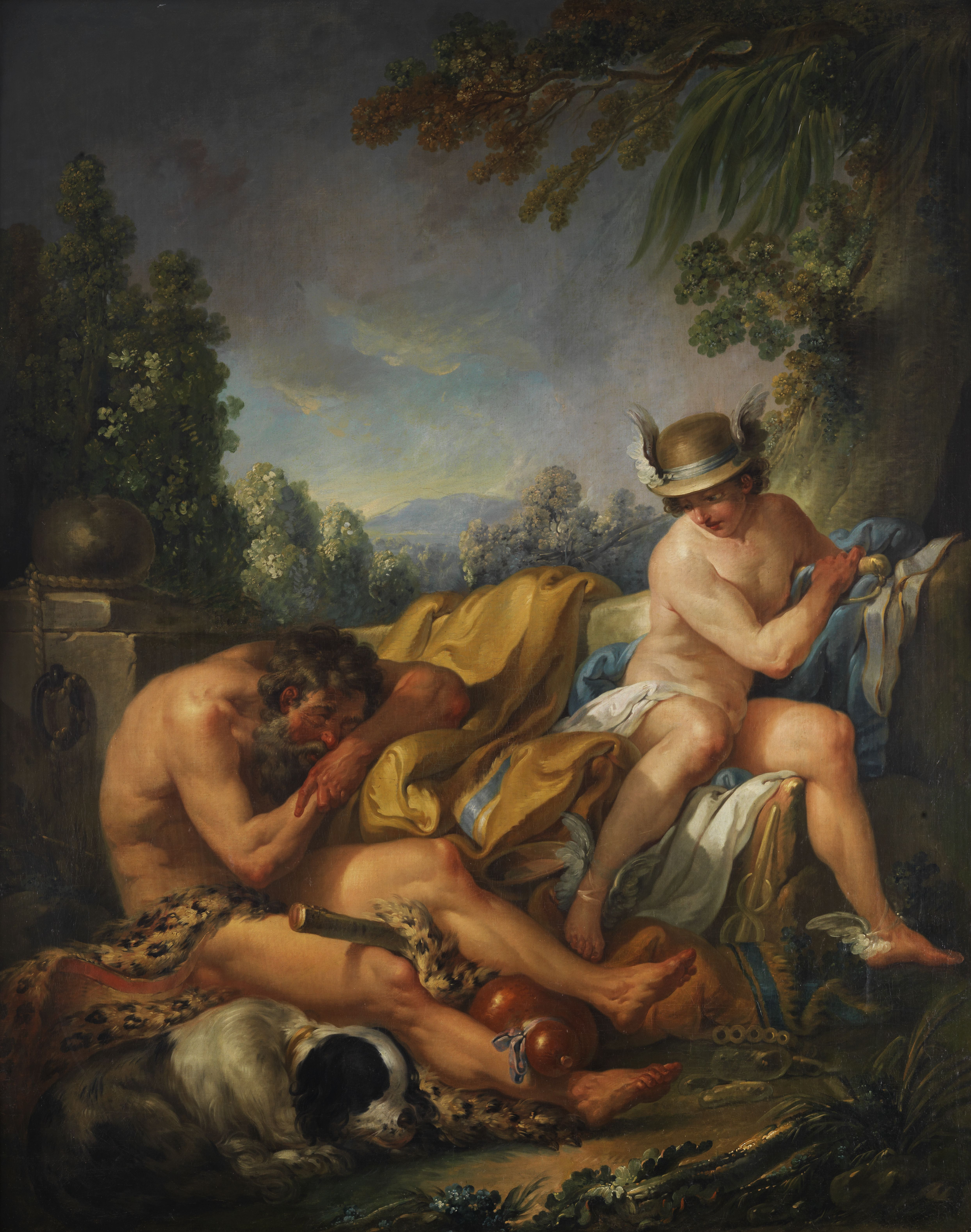
Mercúrio e Argos de Charles-André van Loo (18th century)